# 卡特縣 (密蘇里州)
卡特县（英語：Carter County）是美國密蘇里州東南部的一個縣。面積1,318平方公里。根據美國2000年人口普查，共有人口5,941人。縣治范布倫 (Van Buren)。
成立於1859年3月10日。縣名是紀念來自南卡羅萊納州的殖民者Zimri A. Carter。